# Samuel Schwarz (Politiker)
Samuel Schwarz (* 5. März 1814 in Mülligen; † 11. März 1868 in Küttigen; heimatberechtigt in Mülligen) war ein Schweizer Politiker und Offizier. Von 1848 bis 1868 war er Regierungsrat des Kantons Aargau, von 1852 bis 1857 vertrat er den Aargau im Ständerat, von 1866 bis zu seinem Tod im Nationalrat.

## Biografie
Schwarz absolvierte die Bezirksschule in Lenzburg und die Kantonsschule in Aarau. Anschliessend studierte er Recht an den Universitäten Zürich und Heidelberg sowie an der Akademie in Lausanne. In Heidelberg wurde er Mitglied des Corps Helvetia. 1839 erwarb er das Anwaltspatent, woraufhin er in Brugg eine eigene Kanzlei führte. 1842 wurde er in den Grossen Rat gewählt, dem er zehn Jahre lang angehörte.
Nachdem Friedrich Frey-Herosé 1848 zum Bundesrat gewählt worden war, trat Schwarz dessen Nachfolge in der Kantonsregierung an. Aufgrund seiner militärischen Laufbahn – er war zu diesem Zeitpunkt Major – übernahm er das Militärdepartement (die Armee lag damals noch in der Zuständigkeit der Kantone). Von 1849 bis 1851 wirkte er als Verfassungsrat an der Ausarbeitung einer neuen Kantonsverfassung mit. 1855 wurde Schwarz zum eidgenössischen Obersten befördert, als solcher kommandierte er verschiedene Truppengattungen mehrerer Kantone. Daneben war er Infanterinspektor und ab 1866 Kommandant der zentralen Militärschule in Thun.
Der Grosse Rat ordnete Schwarz 1852 in den Ständerat ab. 1855/56 war er Ständeratspräsident. Als Vorsitzender der ständigen Militärkommission übte er grossen Einfluss aus. Ein besonderes Anliegen war ihm die Abschaffung des Paradedrills, um damit mehr Zeit für die Felddienstausbildung zu gewinnen. Schwarz förderte die Gründung des Eidgenössischen Polytechnikums (heutige ETH Zürich) und bemühte sich dabei um die Angliederung eines militärwissenschaftlichen Lehrstuhls. 1857 verzichtete er wegen vermehrter Beanspruchung als Truppenführer auf eine Wiederwahl als Ständerat, auf ihn folgte der spätere Bundesrat Emil Welti.
Schwarz übernahm in der Kantonsregierung das Baudepartement, in dem damals der Eisenbahnbau im Vordergrund stand. 1865 vertrat er zusammen mit Hermann Siegfried in einer Broschüre den Standpunkt, dass aus militärischer Sicht die Gotthardbahn als alpenquerende Eisenbahnstrecke zu bevorzugen sei. Bei den Parlamentswahlen im Oktober 1866 wurde Schwarz in den Nationalrat gewählt und übernahm das Präsidium der Militärkommission. 
Eineinhalb Jahre nachdem er erfolglos als Bundesrat kandidiert hatte, erlag Schwarz einer Lungenentzündung.